# Cortez Araújo
José Cortez Pereira de Araújo (Natal,? de? —?) foi um político brasileiro. Foi governador do Rio Grande do Norte. Conhecido principalmente pela sua inovação de governar em que buscou novas alternativas.
Foram concebidos e implantados projetos como vilas-rurais, Boqueirão, Bicho-da-Seda e Camarão, além da frota mecanizada de centenas de tratores, todos com finalidade de jogar o Rio Grande do Norte para cima, sem contar a fábrica de barrilha, que lhe custou trabalho, suor e lágrimas.